# El Segundo
El Segundo je město (city) v okrese Los Angeles County ve státě Kalifornie ve Spojených státech amerických. Žije zde přibližně 17 tisíc obyvatel a je z velké části tvořené průmyslovými oblastmi. Leží na pobřeží Tichého oceánu ve střední části zálivu Santa Monica Bay. Město se nachází v jižní části okresu, 22 kilometrů jihozápadně od centra Los Angeles, a je součástí metropolitní oblasti Velké Los Angeles. Sousedí s městy Los Angeles (čtvrť Westchester), Hawthorne a Manhattan Beach.
Přibližně tři čtvrtiny území města zabírají průmyslové a komerční oblasti, přičemž na více než čtvrtině rozlohy města stojí ropná rafinerie společnosti Chevron. K dalším významným společnostem, které zde mají své závody, patří Boeing, Lockheed Martin, Northrop Grumman, sídlo zde má společnost Mattel a noviny Los Angeles Times. Na území města se také nachází Letecká základna Los Angeles a v těsném sousedství severně od města Mezinárodní letiště Los Angeles.

## Historie
Územím pozdějšího města El Segundo procházela od roku 1888 železniční trať spojující Los Angeles, Inglewood a Redondo Beach, v letech 1902–1903 byla postavena meziměstská elektrická trať z Los Angeles přes Culver City a Playa del Rey, a dále po pobřeží do Redondo Beach. Roku 1911 začala na zakoupených pozemcích společnost Standard Oil of California stavět ropnou rafinerii, svoji druhou po richmondské (odtud španělské jméno města: el segundo – druhý), a poblíž ní nové město pro zaměstnance. V roce 1914 zprovoznila společnost Pacific Electric Railway meziměstskou elektrickou dráhu z Los Angeles (stanice South Los Angeles) přes Hawthorne do El Segunda, s odbočnou nákladní větví do rafinerie. Městská samospráva byla zřízena v roce 1917.
Roku 1995 byla ve východní části města postavena trať losangeleského metra (se třemi stanicemi na území města: Mariposa, El Segundo, Douglas), obsluhující průmyslovou oblast a pokračující dále do stanice Redondo Beach.